# Alfonso Serrano Pérez-Grovas
Alfonso Serrano Pérez-Grovas (Ciudad de México, 1 de febrero de 1950 - 12 de julio de 2011) fue un astrónomo, investigador y académico mexicano, director del Instituto de Astronomía de la Universidad Nacional Autónoma de México, del Programa Universitario de Investigación y Desarrollo Espacial (PUIDE), también de esa universidad, y del Instituto Nacional de Astrofísica, Óptica y Electrónica (INAOE). Fue el gestor y promotor del GTM, proyecto conjunto entre el INAOE y la Universidad de Massachusetts,
Amherst, Estados Unidos.[cita requerida]

## Formación académica y trabajo de investigación
Alfonso Serrano nació el 1.o de febrero de 1950. Realizó sus estudios de licenciatura en la Universidad Nacional Autónoma de México (UNAM), de maestría en la Universidad de Cambridge y de doctorado en la Universidad de Sussex. Regresó a México como investigador del Instituto de Astronomía de la UNAM, donde realizó estudios sobre la evolución química de las galaxias. Su contribución principal es el artículo sobre la composición y evolución química de galaxias compactas irregulares con James Lequeux, Manuel Peimbert, Julieta Fierro y Silvia Torres Peimbert publicado por Astronomy & Astrophysics en 1979, el cual ha recabado más de 600 citas bibliográficas.

## Gestión en la UNAM
Alfonso Serrano fue nombrado director del Instituto de Astronomía de la UNAM en 1987, un año antes del fallecimiento de Guillermo Haro. Durante esta gestión empezó a promover el proyecto del Gran Telescopio Milimétrico, o GTM, el cual proponía la construcción de una antena de 50 metros de diámetro para la observación astronómica en longitudes de onda entre 0.8 y 4 mm, equivalentes a frecuencias entre 75 y 345 GHz. La propuesta fue polémica desde su inicio, propiciando que Alfonso Serrano pasará en 1991 a la dirección del Programa Universitario de Investigación y Desarrollo Espacial, donde promovió tanto el GTM como el desarrollo del satélite UNAMSAT. El UNAMSAT-1 tuvo un lanzamiento fallido en 1995, pero un año después el UNAMSAT-2 fue puesto exitosamente en órbita.

## Trayectoria en el INAOE
Alfonso Serrano dirigió el Instituto Nacional de Astrofísica, Óptica y Electrónica (INAOE) desde 1992 hasta 2001. Durante su gestión el INAOE creció tanto en número de investigadores como en prestigio, desarrollando un equilibrio entre las tres áreas originales (Astrofísica, Óptica y Electrónica) e incursionando en nuevos campos, como la ciencias computacionales. Además de impulsar el GTM, Alfonso Serrano propició el desarrollo de infraestructura como el Laboratorio de Superficies Asféricas, el de innovación en MEMs y la fabricación de un espejo para un telescopio óptico mexicano, aún por construirse.

## Trayectoria en el CONACyT
Su exitosa gestión en el INAOE lo llevó a ser director adjunto del sistema de centros del Consejo Nacional de Ciencia y Tecnología CONACyT en 1997, y posteriormente director adjunto de desarrollo científico de CONACyT entre 2001 y 2003, donde propició la creación de la Ley de Ciencia y Tecnología, promulgada en 2002.

## ElGran Telescopio Milimétrico Alfonso Serrano
Serrano fue un líder natural, con la convicción de que México debía desarrollar su propia tecnología si quería progresar, en acuerdo con la visión de Guillermo Haro. Desde su inicio en la UNAM, el proyecto del Gran Telescopio Milimétrico fue polémico. Sin embargo, el cabildeo efectivo de Serrano llevó a la aprobación formal del proyecto conjunto entre el INAOE y la Universidad de Massachusetts, Amherst (UMass) por parte de CONACyT y el gobierno de Massachusetts el 20 de junio de 1994. La selección del sitio del GTM, iniciada por Serrano durante su paso por la UNAM, culminó en febrero de 1997 con la elección del volcán Sierra Negra (o Tliltépetl), una montaña de casi 4600 metros de altitud adyacente al Citlaltépetl, la cima más alta de México. El diseño del telescopio fue realizado en 1998 por la compañía alemana MAN Technologie y la construcción del mismo inició a finales de 1999. El telescopio fue formalmente inaugurado por el presidente Vicente Fox en noviembre de 2006, iniciando la fase de verificación y pruebas. El 17 de junio de 2011, un mes antes del fallecimiento de Alfonso Serrano, el INAOE y UMAss hicieron el anuncio formal de la primera luz a 3 mm, con la detección de líneas moleculares de la galaxia M82, empleando el instrumento Redshift Search Receiver en el GTM. El GTM lleva hoy en día el nombre de Alfonso Serrano.
El desarrollo del volcán Sierra Negra ha permitido la instalación de nuevos experimentos compartiendo la infraestructura del GTM, concretamente el observatorio de rayos gamma HAWC (High Altitude Water Cherenkov), el Large Aperture Gamma-ray burst Observatory (LAGO), el Telescopio de Neutrones Solares, y las estaciones de monitoreo ambiental y de vigilancia sismológica.

## Fallecimiento
Alfonso Serrano Pérez Grovas, visionario de un México capaz de tomar su destino en manos propias, falleció a menos de dos meses de ser diagnosticado con cancer pancreático. El 22 de octubre de 2012 la Junta de Gobierno del INAOE dio su aprobación para que el GTM adquiera el nombre formal de "Gran Telescopio Milimétrico Alfonso Serrano".